# Lomariopsis amydrophlebia
Lomariopsis amydrophlebia là một loài thực vật có mạch trong họ Lomariopsidaceae. Loài này được (Sloss. ex Maxon) Holttum mô tả khoa học đầu tiên năm 1940.